# Comuna Topana, Olt
Topana este o comună în județul Olt, Muntenia, România, formată din satele Cândelești, Ciorâca, Cojgărei, Topana (reședința) și Ungureni.

## Așezare geografică
Comuna Topana este situată în nordul județului Olt, la 70 de kilometri de Slatina și 45 de kilometri de Pitești.
Comuna Topana cuprinde cinci sate: Ciorâca, Cândelești, Cojgărei, Topana și Ungureni.

## Istoric
Topana face parte din zonele Munteniei care au fost intens locuite de daci. Pe valea Ciorâca au fost descoperite 61 de morminte datând din a doua jumătate a secolului al III-lea e.n.
Mențiuni documentare despre Topana au fost făcute la sfârșitul secolului al XV-lea, respectiv în hrisoavele cancelariei domnitorului Radu cel Mare. Acesta a emis, la 13 iulie 1499, un hrisov în care este menționat "Driumul Topanei ce merge la Pitești".
La rândul său, Radu de la Afumați, prin hrisoavele din 4 aprilie 1523 și 9 februarie 1524, reînoiește dreptul de stăpânire al mânăstirii Argeș asupra satului Topana.
Satul Topana, asemeni altor sate din împrejurimi, a rămas în stăpânire mânăstirească până la secularizarea din timpul Domnitorului Alexandru loan Cuza.
Drumul Topanei a fost străbatut de pandurii lui Tudor Vladimirescu, la 1821. Locuitorii au receptat evenimentul și l-au conservat în creațiile folclorice.
Evenimente istorice precum Revoluția de la 1848, Unirea Principatelor și Războiul pentru Independență, au marcat de asemenea istoria comunei Topana, pe fronturile războiului din 1877 căzând la datorie și locuitori ai comunei.

## Economie
Locuitorii comunei Topana desfășoară preponderent activități legate de agricultură.
Se cultivă în principal grâu, ovăz, porumb, cartofi, legume și plante de nutreț.
Pomicultura este practicată din vremuri străvechi, cultivându-se în special prunul.
Zootehnia este și ea practicată în Topana, efectivele de animale regăsindu-se în mare parte în gospodării individuale, unde sunt dezvoltate pentru consum propriu.

## Demografie
Componența etnică a comunei Topana
     Români (91,13%)
     Alte etnii (0%)
     Necunoscută (8,87%)
Componența confesională a comunei Topana
     Ortodocși (90,86%)
     Alte religii (0%)
     Necunoscută (9,14%)
Conform recensământului efectuat în 2021, populația comunei Topana se ridică la 755 de locuitori, în scădere față de recensământul anterior din 2011, când fuseseră înregistrați 991 de locuitori. Majoritatea locuitorilor sunt români (91,13%), iar pentru 8,87% nu se cunoaște apartenența etnică. Din punct de vedere confesional, majoritatea locuitorilor sunt ortodocși (90,86%), iar pentru 9,14% nu se cunoaște apartenența confesională.

## Politică și administrație
Comuna Topana este administrată de un primar și un consiliu local compus din 9 consilieri. Primarul, Gheorghe Barbu[*], de la Partidul Social Democrat, este în funcție din 1996. Începând cu alegerile locale din 2024, consiliul local are următoarea componență pe partide politice:
|  | Partid                          | Consilieri | Componența Consiliului | Componența Consiliului | Componența Consiliului | Componența Consiliului | Componența Consiliului | Componența Consiliului | Componența Consiliului |
|  | ------------------------------- | ---------- | ---------------------- | ---------------------- | ---------------------- | ---------------------- | ---------------------- | ---------------------- | ---------------------- |
|  | Partidul Social Democrat        | 7          |                        |                        |                        |                        |                        |                        |                        |
|  | Alianța pentru Unirea Românilor | 1          |                        |                        |                        |                        |                        |                        |                        |
|  | Partidul Național Liberal       | 1          |                        |                        |                        |                        |                        |                        |                        |

## Personalități
- Nicolae Moromete (cunoscut și ca „Maromet”, 1912 - ?), ofițer, celebru torționar.
- Vasile Smărăndescu (1931 - 2008), scriitor, publicist.